# Sant'Andrea Frius
Sant'Andrea Frius (sardisk: Sant'Andrìa 'e Frìus) er en by og en kommune (comune) i provinsen Sud Sardegna i regionen Sardinien i Italien. Byen ligger i 280 meters højde og har 1.786 indbyggere (2016). Kommunen har et areal på 36,16 km² og grænser til kommunerne Barrali, Dolianova, Donori, Ortacesus, San Basilio, San Nicolò Gerrei, Senorbì og Serdiana.